# Число падіння

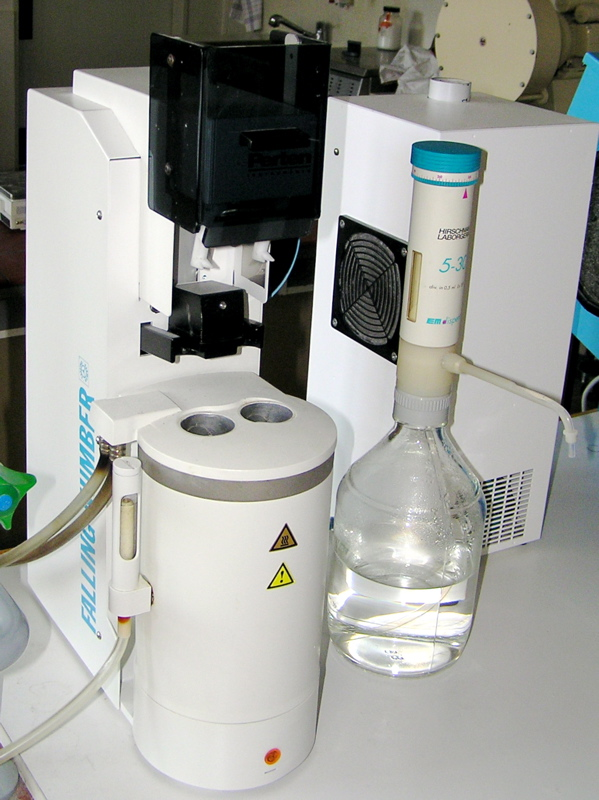
Прилад для вимірювання числа падіння.

Число падіння (ЧП, англ. falling number (FN)) — показник автолітичної активності амілолітичних ферментів, в основному альфа-амілази, в зерні та продуктах його переробки (борошні). Від автокаталітичної активності залежить інтенсивність біотехнологічних процесів в процесі приготування тіста та його випіканні.
Альфа-амілаза — амілолітичний фермент, який активізується в процесі проростання зерна. Альфа-амілаза розщеплює крохмаль до моносахаридів, що в подальшому призводить до зміни водопоглинальної здатності борошна, здатності до газоутворення, а також впливає на вихід хліба та інші хлібопекарські властивості борошна в процесі випікання.
Число падіння вимірюється в секундах. Більше число падіння відповідає меншій активності фермента.
Є одним із показників, на основі яких зерно поділяють на класи.

## Історичні аспекти
В кінці 1950-х років дипломований інженер-хімік Свен Хагберг (1894-1961) лабораторії зернових культур Шведського інституту ремесел та індустрії (англ. Swedish Institute for the Crafts and Industries) розробив метод вимірювання активності альфа-амілази в зерні - визначення числа падіння (за Хагбергом). Херальд Пертен, засновник фірми Perten Instruments, яка випускає аналізатори зерна, сприяв втіленню ідеї Хагберга у вимірювальний прилад, тому метод визначення числа падіння часто називають методом Хагберга-Пертена.
На початку 1960-х метод Хагберга-Пертена став міжнародним стандартом для вимірювання активності альфа-амілази в зерні та борошні.

## Автолітична активність борошна
Під час замішування та бродіння тіста частина сухих речовин борошна під дією ферментів на високомолекулярні сполуки переходить у водорозчинний стан. Ця здатність називається автолітичною активністю. В результаті в тісті та випічці накопичуються продукти деполімеризації, які впливають на якість виробів з тіста. 
Основну роль у накопиченні водорозчинних речовин відіграє альфа-амілаза. Зерно може прорости ще до збирання врожаю, якщо цьому сприятимуть атмосферні умови – дощі, висока вологість повітря, тумани, внаслідок чого підвищується активність альфа-амілази. Вона впливає на крохмаль, який міститься в борошні, розщеплюючи його до вуглеводів. За занадто низької активності альфа-амілази (високе число падіння) водорозчинність сухих речовин борошна низька, вуглекислого газу, який розрихлює тісто, недостатньо, і це стає причиною випікання сухого, необ’ємного хліба. Разом з тим, за занадто високої активності ферменту (низьке число падіння) тісто стає липким, його вологість підвищується, а хліб при випіканні стає занадто м’яким.
Залежність між числом падіння та активністю альфа-амелази є нелінійною, що не дозволяє розрахувати значення числа падіння для суміші зерна, борошна або крупи шляхом адитивного підбирання частин суміші з відомими числами падіння. Для перетворення нелінійної залежності в лінійну використовують число розрідження, що дає можливість простого арифметичного чи графічного розрахунку числа падіння сумішей із зерна чи муки. 

## Метод Хагберга-Пертена
Метод Хагберга-Пертена заснований на здатності водної суспензії борошна або подрібненого зерна швидко клейстиризуватися в киплячій водяній бані та наступному визначенні ступеня розрідження крохмалю. Під дією альфа-амілази, яка міститься в пробі, відбувається розрідження крохмального клейстера, що впливає на його в'язкість, стійкість до дії віскозиметричного перемішувача та на час його падіння.
Число падіння визначається як час, необхідний для перемішування водно-борошняної суспензії перемішувачем та його падіння з верхнього до нижнього положення у віскозиметричній пробірці. Відраховується з моменту занурення пробірки в киплячу водяну баню. Якщо на перших порах використання цього методу процедура проводилася вручну, то в сучасних приладах для вимірювання числа падіння процес в основному автоматизований.   
Вимоги до числа падіння встановлюються у відповідних технічних умовах. Наприклад, для м'якої пшениці 1-го класу число падіння має бути не менше 220 с .  